# Templo de Bismarck
El Templo de Bismarck, Dakota del Norte, es uno de los templos construidos y operados por la Iglesia de Jesucristo de los Santos de los Últimos Días, el número 61 construido por la iglesia y el único templo construido en el estado de Dakota del Norte.
Antes de la construcción del templo de la ciudad de Bismarck, los fieles del este del estado de Dakota del Norte se desplazaban hasta el templo de Chicago, mientras que los que viven en el oeste del estado iban hasta Canadá, al templo de Alberta.

## Historia
Los templos de La Iglesia de Jesucristo de los Santos de los Últimos Días son construidos con el fin de proveer ordenanzas y ceremonias consideradas sagradas para sus miembros y para quienes son necesarias para la salvación individual y la exaltación familiar. La doctrina SUD de los templos tiene su origen en 1832, dos años después de la organización de esta iglesia, cuando su fundador Joseph Smith recibiera lo que es considerado en el movimiento de los Santos de los Últimos Días como una revelación divina en la que el Señor Jesús le refiriera el deseo de la construcción de templos. En 1836 Smith y su iglesia completaron el templo de Kirtland, el primer templo SUD, en la ciudad de Kirtland, Ohio.
Los primeros misioneros SUD llegaron a Dakota del Norte en 1883 teniendo mayor éxito con la prensa local que al ir granja por granja en la vasta extensión del estado. Al no tener mayores conversos, los misioneros fueron reasignados al estado homólogo del sur a finales del siglo XIX. Sin embargo, uno de los líderes de los nativos americanos de Dakota del Norte mantuvo correspondencia con los misioneros quienes, en 1914 volvieron al estado a hacer proselitismo. La primera capilla fue construida en Sully Lake (1919) y luego en Grand Forks (1930). La primera estaca fue organizada en Grand Forks en 1977, siendo el último estado del país en tener una estaca formal.

## Anuncio
Los planes para la construcción del templo en Bismarck, se anunciaron el 17 de octubre de 1998. El 25 de abril de 1998 el entonces presidente de la iglesia, Gordon B. Hinckley, había anunciado la construcción de un mayor número de templos alrededor del mundo que tendrían un menor tamaño de lo acostumbrado para los templos SUD. El primero de estos templos fue el Templo de Monticello (Utah). Se aunció que de ese mismo modelo arquitectónico se construiría el templo de Bismarck, el sexto templo de menores dimensiones dedicado desde el anuncio de Hinckley. 
Tras el anuncio público la iglesia decidió construir el nuevo templo en el terreno de uno de los centros de estaca que la iglesia ya poseía y la ceremonia de la primera palada tuvo lugar el 12 de septiembre de ese mismo año, pese a que hacía bastante mal tiempo.

## Construcción
El templo se construyó con granito proveniente del estado canadiense de Quebec, sobre un terreno de 0,6 hectáreas. El templo es uno de los templos de menor proporciones construidos por la iglesia previo al año 2000. Como tal, el templo no tiene cafetería, servicio de lavandería, y es uno de los pocos templos que carece de centro de distribución en la vecindad. El templo cuenta con dos salones para investiduras y dos altares para matrimonios. Al igual que los demás templos SUD, el templo de Bismarck cuenta con un baptisterio donde se realizan bautismos por los muertos así como un salón celestial que culmina la ceremonia de la investidura.

## Dedicación

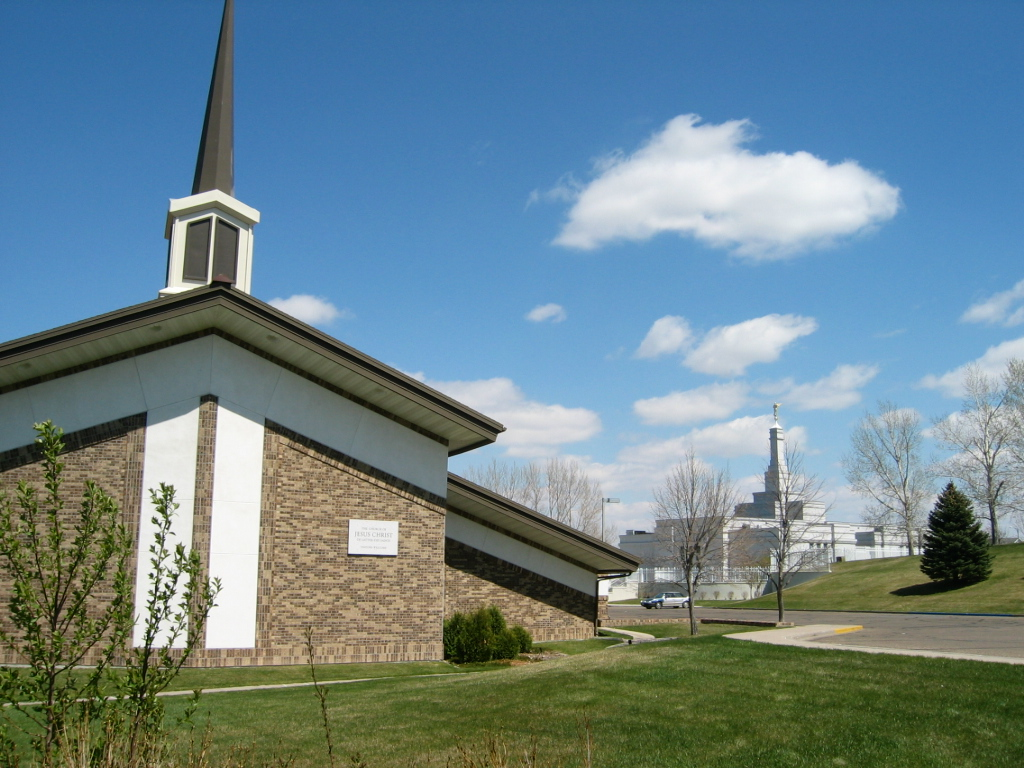
Como todos los templos de menores proporciones el templo de Bismarck tiene un centro de estaca adjunto a su terreno.

El templo SUD de Bismarck fue dedicado para sus actividades eclesiásticas en seis sesiones, el 19 de septiembre de 1999, por Gordon B. Hinckley, el entonces presidente de la iglesia SUD, la primera vez que Hinckley visitaba Dakota del Norte, el último estado de su país en visitar. Con anterioridad a ello, la iglesia permitió un recorrido público del interior y las instalaciones del templo que dura unos 45 minutos, el 10 y 11 de septiembre de ese mismo año, al que asistieron unos 10.300 visitantes. Unos 3.000 miembros de la iglesia e invitados asistieron a la ceremonia de dedicación, que incluye una oración dedicatoria.
El templo de Bismarck tiene un total de 990 metros cuadrados de construcción, contando con dos salones para las ordenanzas SUD y dos salones de sellamientos matrimoniales. 
El templo de Bismarck es utilizado por más de 9.000 miembros repartidos en estacas afiliadas a la iglesia en Dakota del Norte, el oeste de Minnesota y el norte del estado de Nebraska.